# Alemdar
Alemdar ist ein türkischer männlicher Vorname arabischer und persischer Herkunft mit der Bedeutung „der Fahnenträger“, der auch als Familienname vorkommt. 

## Namensträger

### Osmanische Zeit
- Alemdar Mustafa Pascha (1755–1808), osmanischer Großwesir

### Vorname
- Alemdar Karamanow (1934–2007), ukrainisch-russischer Komponist

### Familienname
- Doğan Alemdar (* 2002), türkischer Fußballtorhüter
- Şeref Alemdar (1917–unbekannt), türkischer Basketballspieler

## Varianten
- Alemdaroğlu